# Chromel
Chromel là hợp kim được tạo ra từ 90% Ni và 10% Cr. Nó là hợp kim được sử dụng trong bộ cảm biến nhiệt độ kiểu E và K. Nó có thể được sử dụng trong môi trường nhiệt độ 1100oC và oxi hoá cao. Chromel được phát mình bởi hãng Hoskins Manufacturing Company. Ở cảm biến nhiệt, nó luôn được sử dụng cùng với hợp kim alumen.